# 布朗斯維爾 (密西西比州)
布朗斯維爾（英語：Brownsville）是位於美國密西西比州海恩茲縣的非建制地區。

## 歷史
布朗斯維爾的郵局於1838年設立，其後於1904年停運。

## 地理
布朗斯維爾所處的海拔為高於海平面90米（即295英呎），而該地所採用的時區為UTC-6，即北美中部時區（CST）。同時該地設有夏令時間，為UTC-6調快一小時，即UTC-5（CDT）。